# Cazaux-Debat
Cazaux-Debat – miejscowość i gmina we Francji, w regionie Oksytania, w departamencie Pireneje Wysokie.
Według danych na rok 1990 gminę zamieszkiwało 14 osób, a gęstość zaludnienia wynosiła 9 osób/km² (wśród 3020 gmin regionu Midi-Pyrénées Cazaux-Debat plasuje się na 1049. miejscu pod względem liczby ludności, natomiast pod względem powierzchni na miejscu 1736.).